# Aire, Ardennes

Aire este o comună în departamentul Ardennes din nordul Franței. În 1 ianuarie 2022 avea o populație de 247 de locuitori.